# الجيايلة
الچ‍يايلة قرية في شرق مركز قضاء الخالص، في محافظة ديالى،(1) في العراق. يسكنها فلاحون من عشيرة العزة. فيها مدرسة نصر بن عاصم الابتدائية المختلطة.

## إغارة

محمد شياع السوداني، وعن يمينه الشيخ علي البرهان أمير العَزّة والشيخ عبد الخالق مدحت العزاوي، أحد شيوخ العَزّة في يوم 7 آذار 2023 لمتابعة جرائم متتابعة في محافظة ديالى، منها مجزرة الجيايلة.

في الساعة الثانية والثلث ظهراً يوم 20 شباط سنة 2023، أغارَ 50 مسلحاً على قرية الجيايلة، فقتلوا تسعة من عائلة واحدة، بينهم امرأتان، وذكرَ أهالي المقتولين وتحالف السيادة أن الفاعلين للمذبحة زمرة منفلتة تتغاضى عنها الحكومة، وقال قائم مقام قضاء الخالص، عدي الخدران، إن الحادث إرهابي، وليس جنائياً، وقالت خلية الإعلام الأمني الحكومية وخضير العبيدي مستشار محافظ ديالى إن الغارة كانت من جراء نزاع عشائري بين قرية ألبو بالي وقرية الجيايلة المتجاورتين، وإن الحادث جنائي لا إرهابي. وكانت قرية البو بالي قد هوجمت يوم 18 كانون الأول سنة 2022. وفي يوم 7 آذار قال علي البرهان، شيخُ عشائر العزة"تعرفنا على منفذي هجوم قرية الجيايلة وأبلغنا القوات الأمنية ولكن لم يتم اعتقالهم".

## الهوامش
- «1»: الچ‍يايلة أيضاً اسم محلة في بغداد، قال جلال الحنفي في معناها "والأصل في اللفظ أنه جمع چ‍يّال وهو من يقوم بأعمال الوزن في العلاوي والأسواق أخذاً من لفظ الكَيل.".[10]